# شمال و جنوب (سه‌گانه)
شمال و جنوب یک رمانِ سه‌گانه از جان جیکس است از دههٔ ۱۹۸۰ میلادی که داستانش در زمانِ جنگ داخلی آمریکا می‌گذرد. بر اساس این رمان سریالی تلویزیونی نیز در آمریکا ساخته شده‌است.

## ترجمهٔ فارسی
احمد صدارتی و یونس شکرخواه و محسن اشرفی این کتاب را مشترکاً ترجمه کرده‌اند و نشر نی در ایران منتشرش کرده‌است.